# Cantharellus jebbi
Cantharellus jebbi är en korallart som beskrevs av Bert W. Hoeksema 1993. Cantharellus jebbi ingår i släktet Cantharellus och familjen Fungiidae. IUCN kategoriserar arten globalt som livskraftig. Inga underarter finns listade i Catalogue of Life.